# Wedge Tombs von Castlehill

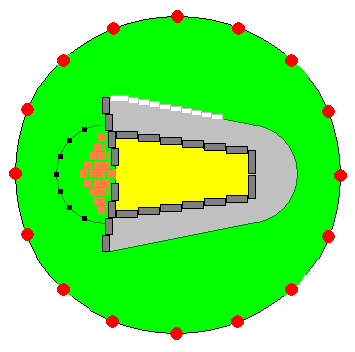
Idealtypisches Wedge tomb Island (Co. Cork)

Die Wedge Tombs von Castlehill (dt. Keilgräber) liegen im Townland Castlehill (irisch Cnoc an Chaisleáin) südwestlich des Dorfes Ballycroy (Baile Chruaich) im County Mayo in Irland. Wedge Tombs (deutsch „Keilgräber“), früher auch „wedge-shaped gallery grave“ genannt, sind zwischen 4000 und 2500 v. Chr. in der Jungsteinzeit errichtete doppelwandige, ganglose, mehrheitlich ungegliederte Megalithbauten der späten Jungsteinzeit und der frühen Bronzezeit.
Das gut erhaltene Wedge Tomb 1 (Lage) ist Nordost-Südwest-orientiert und besteht aus einer 5 m langen und im Mittel 1,5 m breiten keilförmigen Galerie, die in zwei mit Erde angefüllte Kammern unterteilt ist. Die Wände bestehen aus fünf etwa einen Meter hohen Platten, drei auf der Nord- und zwei auf der Südseite. Kleine Orthostaten bilden außen eine Doppelfassade. Der Vorraum ist mit Steinmaterial gefüllt. Die 2,5 m lange und 1,1 m breite Hauptkammer ist leer und wird von einem Deckstein bedeckt. Es gibt keinen Endstein und die Rückseite des Grabes ist mit kleinen Steinen und Erde, möglichen Lesesteinen, angefüllt.
Das kleinere west-ost-orientierte Wedge Tomb 2 (Lage) befindet sich etwa 200 m nördlich von Wedge Tomb 1. Es besteht aus einer etwa 3,0 m langen Galerie aus Felsbrocken und einem Deckstein (von vermutlich zweien) an der Rückseite, der auf dem Cairnmaterial liegt, das vor der Galerie angefüllt wurde. Die Hauptkammer blieb relativ frei. Die gesamte Struktur ist umgeben von einem niedrigen Steinhügel von etwa 0,5 m Höhe und 5,0 m Durchmesser.